# Zver (priimek)
Zver je priimek v Sloveniji, ki ga je po podatkih Statističnega urada Republike Slovenije na dan 1. januarja 2024 uporabljalo 1137 oseb, na dan 1. januarja 2011 pa 1.279 oseb ter je med vsemi priimki po pogostosti uporabe zavzel 139. mesto. Največ ljudi s tem priimkom, 708, živi v Pomurski statistični regiji, kjer je priimek tretji najpogostejši.

## Znani nosilci priimka
- Aleš Zver, atlet
- Anja Zver, umetnostna kuratorka
- Branko Zver, zgodovinar, turistični delavec
- Emerik Zver (1931—2023), veterinar, mag.
- Gregor Zver, tenor saksofonist
- Ivan (Janoš) Zver (1900—1945), tiskar
- Lars Zver, biolog, arheogenetik
- Milan Zver (*1962), družboslovec, publicist, politik
- Manca Matičič Zver (*1985), manekenka, fotomodel
- Marta Abram Zver, tektilna tehnologinja, prof. FS UM
- Mateja Zver (*1988), nogometašica
- Metka Zver, izdelovalka lesenih izdelkov
- Neva Lučka Zver (*1996), pesnica, filozofinja (Pariz)
- Nina Zver (*1995), slovenistka, literarna zgod.
- Nives Zver (*1990), kitaristka
- Samo Zver (*1966), zdravnik hematolog
- Sašo Zver, kitarist, skladatelj, aranžer
- Stanko (Stanislav) Zver (*1947), teolog (dr.), župnik v Bogojini
- Štefan Zver (1925—2012), duhovnik